# بوتاکائین
بوتاکائین (به انگلیسی: Butacaine) با فرمول شیمیایی C۱۸H۳۰N۲O۲ یک ترکیب شیمیایی با شناسه پاب‌کم ۲۴۸۰ است. که جرم مولی آن ۳۰۶٫۴۴۳ g/mol می‌باشد.